# REG-WINK
REG-WINK（レグ・ウィンク）は、日本のガールズロックバンド。

## 概要
1987年に京都で結成し。CBSソニーのレディースロック大会でグランプリを受賞>。1989年に土方隆行のプロデュースにより、CBSソニーからアルバム「REG-WINK」をリリースしメジャーデビューを果たす。その後同レーベルからシングル、アルバム共に1枚リリースする。しかしドラムスの湯沢菜緒美が脱退し、同時にバンド名を「REG」に改名する。1991年に解散。NAONのYAONには1989年から1991年まで出場した。

## メンバー

### 解散時のメンバー
- 藤井真由美 - ヴォーカル
  - 解散後はソロ歌手として活動。私生活ではKYON（BO GUMBOS）と結婚。
- 杉本香代子 - ギター
- 小笠原智子 - ベース

### 旧メンバー
- 湯沢菜緒美 - ドラムス

## タイアップ一覧
| 使用年 | 曲名                       | タイアップ                  |
| ------ | -------------------------- | --------------------------- |
| 1989年 | Bad Boy - ワ・ル・ガ・キ - | リクルート「FromA」CFソング |